# Gabinete Rio Branco
O Gabinete Rio Branco foi o ministério formado pelo Partido Conservador em 7 de março de 1871 e dissolvido em 25 de junho de 1875. Foi chefiado por José Maria da Silva Paranhos, Visconde do Rio Branco, sendo o 21º gabinete do Império do Brasil após o estabelecimento do Decreto n.º 523 de 1847. Foi antecedido pelo Gabinete Pimenta Bueno e sucedido pelo Gabinete Caxias III.

## Contexto

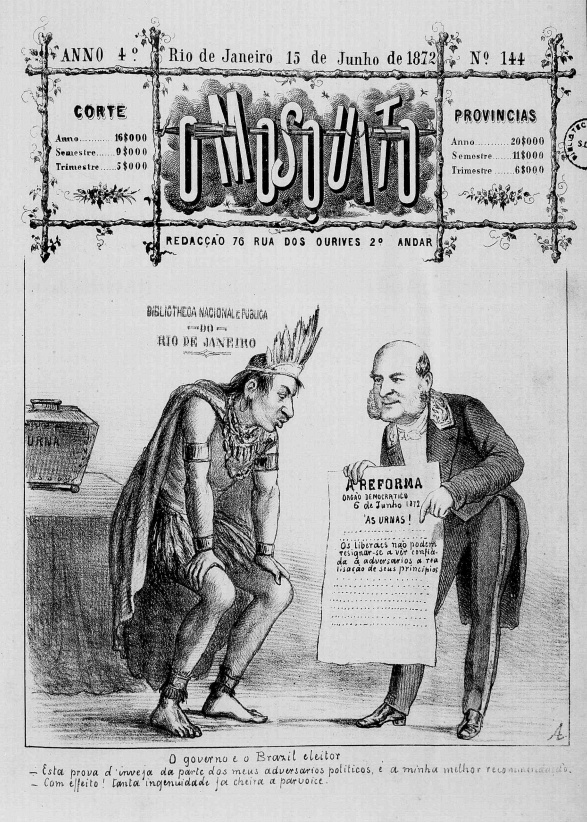
Charge a respeito da gestão Rio Branco (O Mosquito, 1872).

Segundo Sérgio Buarque de Holanda (2004):
Organizado o terceiro Gabinete Conservador, presidido por Paranhos (Visconde do Rio Branco), a pasta da Justiça é ocupada por Saião Lobato, anteriormente notório defensor da resistência escravista: a passagem da reforma assumia, assim, um caráter de contingência partidária.
Segundo, ainda, José Murilo de Carvalho (2018):
Por iniciativa do imperador, com o apoio da imprensa e a ferrenha resistência dos fazendeiros, o gabinete chefiado pelo visconde do Rio Branco conseguiu fazer aprovar, em 1871, a lei que libertava os filhos de escravos que nascessem daí em diante. Apesar da oposição dos escravistas, a lei era pouco radical. Permitia aos donos dos "ingênuos", isto é, dos que nascessem livres, beneficiar-se de seu trabalho gratuito até 21 anos de idade.

## Composição
O gabinete foi composto da seguinte forma:
- Presidente do Conselho de Ministros: José Maria da Silva Paranhos, Visconde do Rio Branco.
- Ministro dos Negócios do Império: João Alfredo Correia de Oliveira.
- Ministro da Justiça: Francisco de Paula Negreiros de Saião Lobato, Visconde de Niterói; substituído em 20 de abril de 1872 por Manuel Antônio Duarte de Azevedo.
- Ministro dos Estrangeiros: Manuel Francisco Correia Junior, substituído em 28 de janeiro de 1873 por Carlos Carneiro de Campos, 3º Visconde de Caravelas.
- Ministro da Fazenda: José Maria da Silva Paranhos, interinamente a 7 de março e efetivo em 15 de maio.
- Ministro da Marinha: Manuel Antônio Duarte de Azevedo; substituído em 20 de abril de 1872 por Augusto Olímpio Gomes de Castro, que não tendo aceitado o cargo, foi substituído em 18 de maio do mesmo ano por Joaquim Delfino Ribeiro da Luz.
- Ministro da Guerra: José Maria da Silva Paranhos; substituído em 15 de maio por Domingos José Nogueira Jaguaribe, que serviu até 20 de abril de 1872, data em que foi nomeado João José de Oliveira Junqueira Júnior.
- Ministro da Agricultura, Comércio e Obras Públicas: Teodoro Machado Freire Pereira da Silva; substituído em 20 de abril de 1872 por Cândido Borges Monteiro, Visconde de Itaúna, que por sua vez foi substituído em 26 de agosto do mesmo ano por Francisco do Rego Barros Barreto que serviu até 28 de janeiro de 1873, data em que foi nomeado José Fernandes da Costa Pereira Júnior.

## Programa de governo

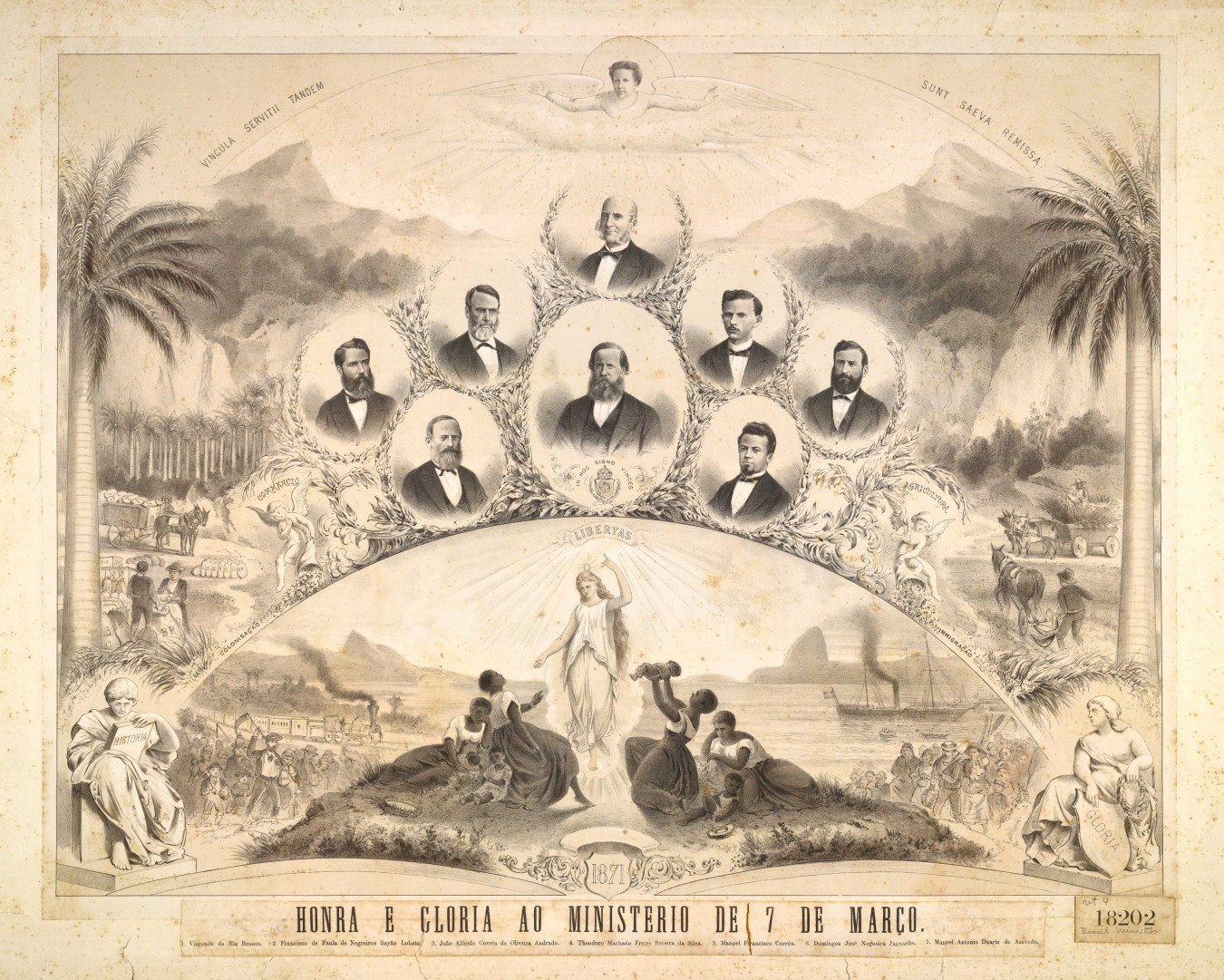
Imagem comemorativa à Lei do Ventre Livre, aprovada pelo Gabinete Rio Branco em 1871.

Segundo a "Fala do Trono" de 1871:
Considerações da maior importância aconselham que a reforma da legislação sobre o estado servil não continue a ser uma aspiração nacional indefinida e incerta. É tempo de resolver esta questão, e vossa esclarecida prudência saberá conciliar o respeito à propriedade existente com esse melhoramento social que requerem nossa civilização e até o interesse dos proprietários.
O gabinete apresentou o seguinte programa de governo:
- Reformar a questão do elemento servil.

## Legislação aprovada
O gabinete aprovou a seguinte legislação:
- Lei nº 1.913 de 17 de maio de 1871: Outorga o consentimento de que trata o Art. 104 da Constituição para que S. M. o Imperador possa sair do Império, e declarando que, durante sua ausência, governará como regente a Princesa Imperial Sra. D. Isabel.
- Decreto nº 1.950 de 12 de julho de 1871: Autoriza o governo para conceder carta de naturalização a todo o estrangeiro (que o requerer), maior de 21 anos, e tendo residido no Brasil ou fora dele, em seu serviço, por mais de dois anos.
- Lei nº 1.953 de 17 de julho de 1871: Abre um crédito de 20.000:000$ para o prolongamento da Estrada de Ferro D. Pedro II, e dá providências para o das estradas de ferro subvencionadas pelo Estado.
- Lei nº 2.033 de 20 de setembro de 1871: Altera diferentes disposições da legislação judiciária sobre autoridades, atribuições criminais, prisão, fiança, queixa ou denúncia, recursos, habeas-corpus, disposições penais, atribuições civis, processo civil, etc. (reforma judiciária).
- Lei nº 2.040 de 28 de setembro de 1871: Lei do Ventre Livre, declara de condição livre os filhos de mulher escrava que nascerem desde a data desta lei, libertos os escravos da nação e dá outras providências sobre a criação e tratamento daqueles filhos menores e sobre a libertação anual de escravos.
- Decreto nº 4.712 de 1 de abril de 1871: Abre ao Ministério da Agricultura um crédito extraordinário de 410:000$ para ocorrer às despesas com o serviço relativo à substituição do atual sistema de pesos e medidas.
- Decreto nº 4.714 de 8 de abril de 1871: Aprova, com alterações, o projeto de novo regulamento para a Caixa Econômica e Monte de Socorro.
- Decreto nº 4.720 de 22 de abril de 1871: Altera o regulamento da Escola de Marinha, em virtude da autorização contida no §18, Art. 5 da Lei nº 1.836 de 27 de setembro de 1870.
- Decreto nº 4.743 de 23 de junho de 1871: Aprova a reforma do pessoal e serviço dos correios do Império.
- Decreto nº 4.822 de 18 de novembro de 1871: Determina os valores, pesos, títulos e módulos das moedas de prata e de níquel.
- Decreto nº 4.824 de 22 de novembro de 1871: Regula a execução da Lei nº 2.033 de 20 de setembro de 1871, que alterou diferentes disposições da legislação judiciária.
- Decreto nº 4.835 de 1 de dezembro de 1871: Aprova o regulamento para a matrícula especial dos escravos e dos filhos livres de mulher escrava (Lei nº 2.040 de 28 de setembro de 1871, Art. 8º).
- Decreto nº 4.856 de 30 de dezembro de 1871: Manda proceder, em execução do Art. 10 da Lei nº 1.829 de 9 de setembro de 1870, ao primeiro recenseamento da população do Império.
- Decreto nº 4.882 de 1 de fevereiro de 1872: Fixa o modo por que devem ser observadas as disposições dos arts. 842 e 847 do código comercial, e revoga o Art. 1º do Decreto nº 1.368 de 18 de abril de 1854 e o Art. 69 do Decreto nº 1.597 de 1 de maio de 1855.
- Decreto nº 4.895 de 22 de fevereiro de 1872: Concede a João Batista Viana Drummond e outros, autorização para estabelecerem uma linha de trilhos urbanos entre a Corte e os bairros de Andaraí Grande, Engenho Novo e São Francisco Xavier.
- Decreto nº 4.910 de 27 de março de 1872: Promulga o tratado definitivo de paz entre o Império do Brasil e a República do Paraguai.
- Decreto nº 4.911 de 27 de março de 1872: Promulga o tratado de limites entre o Brasil e o Paraguai.
- Decreto nº 4.912 de 27 de março de 1872: Promulga o tratado para entrega de criminosos e desertores entre o Brasil e o Paraguai.
- Decreto nº 4.913 de 27 de março de 1872: Promulga o tratado de amizade, comércio e navegação, entre o Brasil e o Paraguai.
- Decreto nº 4.960 de 8 de maio de 1872: Altera o regulamento aprovado pelo Decreto nº 4.835 de 1 de dezembro de 1871 na parte relativa à matrícula dos filhos livres de mulher escrava.
- Decreto nº 4.968 de 24 de maio de 1872: Manda executar o regulamento consular desta data, em substituição do de 11 de junho de 1847.
- Decreto nº 4.978 de 12 de junho de 1872: Promulga o tratado de extradição entre o Império do Brasil e o Reino de Espanha.
- Decreto nº 5.002 de 3 de julho de 1872: Autoriza o prolongamento, até a Praça da Constituição, da linha de carris de ferro da Fazenda dos Macacos ao Matadouro (vid. Decreto nº 5.019 de 18 de julho de 1872 e Decreto nº 5.046 de 7 de agosto de 1872).
- Decreto nº 5.038 de 1 de agosto de 1872: Dá nova organização à comissão de melhoramentos do material do Exército.
- Decreto nº 5.058 de 16 de agosto de 1872: Autoriza o Barão de Mauá a estabelecer e explorar um cabo telegráfico submarino entre o Império do Brasil e Portugal e suas possessões.
- Decreto nº 5.063 de 28 de agosto de 1872: Cria mais uma delegacia de polícia no município da Corte (vid. Art. 1º da Lei de 3 de dezembro de 1841 e Art. 60 do Decreto de 31 de janeiro de 1842, e Decreto nº 2.369 de 5 de março de 1859).
- Decreto nº 5.089 de 18 de setembro de 1872: Aprova as instruções provisórias para execução da Lei nº 1.157 de 26 de junho de 1862, que substituiu em todo o Império o atual sistema de pesos e medidas pelo sistema métrico francês.
- Decreto nº 5.118 de 19 de outubro de 1872: Aprova o regulamento que reorganiza os arsenais de guerra do Império.
- Decreto nº 5.129 de 6 de novembro de 1872: Dá instruções para a consolidação das disposições legislativas e regulamentares concernentes ao processo civil e criminal.
- Decreto nº 5.135 de 13 de novembro de 1872: Aprova o regulamento geral para a execução da Lei nº 2.040 de 28 de setembro de 1871 (libertação dos nascituros).
- Decreto nº 5.153 de 27 de novembro de 1872: Autoriza a renovação do contrato celebrado entre o governo imperial e Sabino Tripoti para introdução e estabelecimento de 500 famílias de emigrantes ou 2.500 emigrantes da Alemanha e Itália para fundação de uma ou mais colônias agrícolas e industriais (vid. igualmente Decreto nº 5.373 de 6 de agosto de 1873).
- Decreto nº 5.160 de 4 de dezembro de 1872: Promulga o tratado de extradição entre o Brasil e a República Argentina.
- Decreto nº 5.164 de 11 de dezembro de 1872: Aprova o contrato celebrado com o conselheiro de Estado José Tomás Nabuco de Araújo Filho para a redação do projeto do Código Civil do Império (decretos nº 2.318 de 22 de dezembro de 1858 e nº 3.188 de 18 de novembro de 1863, Lei nº 1.177 de 9 de setembro de 1862).
- Decreto nº 5.169 de 11 de dezembro de 1872: Aprova o regulamento que estabelece as condições que devem satisfazer os pesos e medidas do sistema métrico, mandados adotar no Império pela Lei nº 1.157 de 26 de junho de 1862.
- Decreto nº 2.113 de 1 de março de 1873: Manda contar para a antiguidade do magistrado o tempo de serviço prestado durante a guerra em junta de justiça militar.
- Decreto nº 2.114 de 1 de março de 1873: Estabelece várias disposições relativas à antiguidade dos magistrados.
- Lei nº 2.225 de 26 de abril de 1873: Aprova o decreto que autorizou a emissão de 40.000:000$ em papel-moeda.
- Decreto nº 2.237 de 3 de maio de 1873: Autoriza o Governo para facultar as companhias de estradas de ferro, que se organizarem no Brasil, isenção de direitos a todos os materiais necessários que importarem.
- Lei nº 2.296 de 18 de junho de 1873: Estabelece regras pelas quais devem ser feitas as promoções no corpo da Armada (vid. igualmente Decreto nº 5.461 de 12 de novembro de 1873).
- Decreto nº 2.342 de 6 de agosto de 1873: Autoriza o Governo a criar mais sete Relações no Império, etc.
- Lei nº 2.395 de 10 de setembro de 1873: Altera a Lei nº 602 de 19 de setembro de 1850 sobre a Guarda Nacional do Império.
- Lei nº 2.400 de 17 de setembro de 1873: Autoriza um novo acordo com o Banco do Brasil e reduz o resgate anual das notas desse banco e dos outros de circulação.
- Decreto nº 2.450 de 24 de setembro de 1873: Concede subvenção quilométrica ou garantia de juros às companhias que construírem estradas de ferro, na conformidade da Lei nº 641 de 26 de junho de 1852.
- Decreto nº 5.204 de 25 de janeiro de 1873: Permite aos navios mercantes de todas as nações subirem até ao porto de Santo Antônio, no rio Madeira, e cria aí uma mesa de rendas e no porto de Serpa uma alfândega.
- Decreto nº 5.245 de 5 de abril de 1873: Promulga o novo quadro do número e vencimentos dos empregados do Tesouro e tesourarias de Fazenda, e faz outras alterações nos regulamentos dessas repartições.
- Decreto nº 5.363 de 19 de abril de 1873: Promulga o tratado de extradição celebrado em 10 de junho de 1872 entre o Brasil e Portugal.
- Decreto nº 5.264 de 19 de abril de 1873: Promulga o tratado de extradição entre o Brasil e a Inglaterra.
- Decreto nº 5.205 de 19 de abril de 1873: Promulga a convenção postal entre o Brasil e a República do Peru.
- Decreto nº 5.268 de 26 de abril de 1873: Dá novo plano para os uniformes dos oficiais e mais praças de todas as classes e denominações da Armada.
- Decreto nº 5.271 de 26 de abril de 1873: Autoriza a celebração do contrato proposto por Charles W. Kitto para introdução e estabelecimento de imigrantes da Inglaterra.
- Decreto nº 5.274 de 3 de maio de 1873: Promulga o tratado de extradição entre o Brasil e a Itália.
- Decreto nº 5.276 de 10 de maio de 1873: Aprova o regulamento para a Escola Geral de Tiro do Campo Grande.
- Decreto nº 5.278 de 10 de maio de 1873: Dá nova organização ao quartel-general da Marinha.
- Decreto nº 5.291 de 24 de maio de 1873: Autoriza a renovação do contrato celebrado com o conselheiro Policarpo Lopes de Leão e outro para a introdução e estabelecimento (até 10.000) de imigrantes nas províncias da Bahia e Maranhão.
- Decreto nº 5.321 de 30 de junho de 1873: Reorganiza o serviço das capatazias e da doca da alfândega do Rio de Janeiro e sobre outros serviços das alfândegas.
- Decreto nº 5.323 de 30 de junho de 1873: Promulga o novo quadro do número e de vencimentos dos empregados das recebedorias, etc.
- Decreto nº 5.337 de 16 de julho de 1873: Concede autorização à empresa que organizar o comendador Luís Antônio Fernandes Pinheiro para levar a efeito as obras do arrasamento dos morros de Santo Antônio e do Castelo.
- Decreto nº 5.339 de 16 de julho de 1873: Prorroga por seis meses o prazo marcado para a execução das convenções consulares que o Império celebrou com a França, Suíça, Itália, Espanha e Portugal.
- Decreto nº 5.351 de 23 de julho de 1873: Autoriza a renovação do contrato celebrado com a Associação de Emigração e Colonização fundada em São Paulo para introdução e estabelecimento de imigrantes (15.000 imigrantes, no prazo de três anos).
- Decreto nº 5.352 de 23 de julho de 1873: Aprova as tabelas dos diversos artigos de armamento, equipamento, etc. para o Exército, fortalezas e outros estabelecimentos.
- Decreto nº 5.385 de 1 de setembro de 1873: Promulga novamente o tratado de extradição celebrado em 13 de novembro de 1872 entre o Brasil e a Inglaterra, declarando sem efeito o decreto nº 5.264 de 19 de abril de 1873.
- Decreto nº 5.421 de 24 de setembro de 1873: Promulga o tratado de extradição celebrado entre o Brasil e a Bélgica.
- Decreto nº 5.429 de 2 de outubro de 1873: Cria comissões de exames gerais de preparatórios nas províncias onde não há faculdades.
- Decreto nº 5.435 de 15 de outubro de 1873: Aprova o regulamento que dá nova organização ao Instituto dos Surdos-Mudos.
- Decreto nº 5.454 de 5 de novembro de 1873: Autoriza a reorganizar a Caixa de Amortização e a seção de substituição do papel-moeda.
- Decreto nº 5.456 de 5 de novembro de 1873: Dá providências diversas para a instalação das novas Relações (vid. Decreto nº 5.457 de 6 de novembro de 1873 sobre o número, funções e vencimentos dos empregados das Relações).
- Decreto nº 5.465 de 12 de novembro de 1873: Aprova as cláusulas aditivas ao contrato da navegação do Araguaia.
- Decreto nº 5.467 de 12 de novembro de 1873: Dá regulamento para interposição dos agravos e apelações cíveis.
- Decreto nº 5.469 de 19 de novembro de 1873: Autoriza a cunhagem de moedas de bronze e ouro.
- Decreto nº 5.506 de 26 de dezembro de 1873: Aprova e confirma o acordo de 24 de dezembro de 1873 entre o ministro da Fazenda e o Banco do Brasil (vid. Lei nº 2.400 de 17 de setembro de 1873).
- Decreto nº 5.507 de 26 de dezembro de 1873: Promulga a convenção postal entre o Brasil e a República Argentina.
- Decreto nº 5.512 de 31 de dezembro de 1873: Autoriza o ministro da agricultura a reformar a secretaria de Estado dos Negócios da Agricultura, comércio e obras públicas.
- Lei nº 2.556 de 26 de setembro de 1874: Estabelece o modo e as condições do recrutamento para o Exército e Armada .
- Decreto nº 5.524 de 7 de janeiro de 1874: Autoriza a renovação do contrato celebrado com o bacharel Bento José da Costa para introdução e estabelecimento de colonos (até 15.000 imigrantes).
- Decreto nº 5.529 de 17 de janeiro de 1874: Aprova o regulamento para as escolas do Exército.
- Decreto nº 5.532 de 24 de janeiro de 1874: Cria escolas públicas de instrução primária no município da Corte.
- Decreto nº 5.533 de 24 de janeiro de 1874: Promulga a convenção sobre atribuições consulares e mútua entrega de desertores entre o Brasil e a Grã-Bretanha.
- Decreto nº 5.536 de 31 de janeiro de 1874: Autoriza o governo a dar novo regulamento à Casa da Moeda.
- Decreto nº 5.537 de 31 de janeiro de 1874: Estabelece regras para os recursos das decisões das recebedorias. ·
- Decreto nº 5.550 de 14 de fevereiro de 1874: Restabelece os cursos de infantaria e cavalaria na província do Rio Grande do Sul.
- Decreto nº 5.561 de 28 de fevereiro de 1874: Aprova o regulamento para boa execução dos decretos legislativos nº 641 de 26 de julho de 1852 e 2.450 de 24 de setembro de 1873 (relativos a concessões de estradas de ferro).
- Decreto nº 5.573 de 21 de março de 1874: Dá regulamento para a nova organização à Guarda Nacional (vid. Lei nº 2.395 de 1 de setembro de 1873).
- Decreto nº 5.574 de 21 de março de 1874: Cria uma mesa de rendas de primeira ordem no porto de Manicoré, província do Amazonas, em substituição a que se devia estabelecer no porto de Santo Antônio, com o fim de facilitar o comércio entre o Império e a Bolívia.
- Decreto nº 5.578 de 21 de março de 1874: Aprova o regulamento para o curso de infantaria e cavalaria da província do Rio Grande do Sul.
- Decreto nº 5.580 de 31 de março de 1874: Manda executar a nova tarifa das alfândegas, etc.
- Decreto nº 5.581 de 31 de março de 1874: Dá regulamento para arrecadação do imposto de transmissão de propriedade (vid. Art. 11 §11 da Lei nº 2.348 de 25 de agosto de 1873).
- Decreto nº 5.585 de 11 de abril de 1874: Manda executar o regulamento desta data, concernente à marinha mercante nacional, à indústria da construção naval e ao comércio de cabotagem (vid. Lei nº 2.348 de 25 de agosto de 1873, Art. 11, §5°).
- Decreto nº 5.586 de 11 de abril de 1874: Altera e declara o regulamento aprovado por Decreto nº 405 de 28 de dezembro do 1867 para arrecadação do imposto pessoal (vid. Lei nº 2.348 de 25 de agosto de 1873, Art. 11, §11).
- Decreto nº 5.594 de 11 de abril de 1874: Manda executar o regulamento para as caixas econômicas e os montes de socorro das províncias.
- Decreto nº 5.593 de 11 de abril de 1874: Aprova o plano de organização dos corpos de artilharia.
- Decreto nº 5.600 de 23 de abril de 1874: Dá estatutos à escola politécnica.
- Decreto nº 5.601 de 25 de abril de 1874: Abre ao Ministério da Agricultura um crédito extraordinário de 4.721:252$ para as despesas com o prolongamento da Estrada de Ferro D. Pedro II.
- Decreto nº 5.604 de 25 de abril de 1874: Manda observar o regulamento desta data para execução da Lei nº 1.829 de 9 de setembro de 1870, na parte em que estabelece o registro civil dos nascimentos, casamentos e óbitos.
- Decreto nº 5.607 de 25 de abril de 1874: Concede, durante 30 anos, fiança de garantia de juros de 7% sobre o capital da Estrada de Ferro São Paulo e Rio de Janeiro.
- Decreto nº 5.618 de 2 de maio de 1874: Dá novo regulamento às Relações do Império.
- Decreto nº 5.622 de 2 de maio de 1874: Reforma o regulamento dos arsenais de Marinha.
- Decreto nº 5.625 de 2 de maio de 1874: Aprova o novo plano de uniformes para os corpos especiais do Exército.
- Decreto nº 5.655 de 3 de junho de 1874: Aprova as instruções para a revalidação das vendas de terras públicas, já efetuadas nas províncias do Amazonas, Pará, Piauí e Mato Grosso, e regulariza das que o forem.
- Decreto nº 5.658 de 6 de junho de 1874: Promulga o acordo substitutivo do Art. 35, §§2°, 3° e 40 do Art. 29 do tratado de amizade, comércio e navegação, celebrado entre o Brasil e o Paraguai em 18 de janeiro de 1872.
- Decreto nº 5.659 de 6 de junho de 1874: Dá nova organização à secretaria de Estado dos Negócios do Império.
- Decreto nº 5.663 de 17 de junho de 1874: Autoriza a celebração do contrato com Joaquim Caetano Pinto Júnior para importar no Império 100.000 imigrantes europeus.
- Decreto nº 5.673 de 27 de junho de 1874: Dá nova organização aos corpos de engenheiros e do estado-maior de 1ª classe, aumentando o pessoal deste e reduzindo o daquele.
- Decreto nº 5.679 de 27 de junho de 1874: Aprova o regulamento para o corpo eclesiástico do Exército.
- Decreto nº 5.688 de 8 de julho de 1874: Promulga a convenção postal celebrada em 30 de setembro de 1873 entre o Brasil e a Alemanha.
- Decreto nº 5.690 de 15 de julho de 1874: Dá regulamento para arrecadação do imposto de indústrias e profissões.
- Decreto nº 5.691 de 15 de julho de 1874: Promulga a convenção postal celebrada em 14 de maio de 1873 entre o Brasil e a Itália.
- Decreto nº 5.699 de 31 de julho de 1874: Autoriza a celebração do contrato proposto pelo coronel José Antônio Pereira Alves para a introdução de 4.000 imigrantes no Paraná.
- Decreto nº 5.737 de 2 de setembro de 1874: Altera o regimento das custas judiciárias.
- Decreto nº 5.743 de 16 de setembro de 1874: Promulga a convenção postal celebrada em 30 de março de 1874 entre o Brasil e a França.
- Decreto nº 5.788 de 4 de novembro de 1874: Aprova as instruções pelas quais deve reger-se a comissão do registro geral e estatística das terras públicas e possuídas.
- Decreto nº 5.837 de 26 de dezembro de 1874: Aprova o regulamento para a construção, conservação, tráfego e polícia dos carris urbanos.
- Decreto nº 5.843 de 26 de dezembro de 1874: Dá providências a bem da arrecadação dos impostos sujeitos a lançamento.
- Lei nº 2.565 de 29 de maio de 1875: Autoriza o governo para emitir até à soma de 25.000:000$ em bilhetes ao portador e tomar outras providências.
- Lei nº 2.583 de 12 de junho de 1875: Aprova o acordo celebrado pelos governos do Brasil e do Peru em 2 de fevereiro de 1874, acerca de limites entre o Império e aquela república, e cessão mútua de território.
- Decreto nº 5.849 de 9 de janeiro de 1875: Aprova o regulamento do Asilo dos Meninos Desvalidos.
- Decreto nº 5.876 de 20 de fevereiro de 1875: Promulga a convenção adicional à convenção postal entre o Brasil e a Bélgica.
- Decreto nº 5.881 de 27 de fevereiro de 1875: Aprova o regulamento do recrutamento para o Exército e Armada.
- Decreto nº 5.884 de 8 de março de 1875: Aprova o regulamento disciplinar para o Exército em tempo de paz.
- Decreto nº 5.886 de 13 de março de 1875: Determina que os agravos e cartas testemunháveis sejam julgados nas sessões ordinárias das Relações, etc.
- Decreto nº 5.955 de 23 de junho de 1875: Dá novo regulamento à administração dos terrenos diamantinos.